# Josh Braaten
Josh Braaten (Austin, 25 giugno 1977) è un attore statunitense.

## Biografia
Tra il 2021 e il 2023 ha interpretato Bennett Campbell Jr. ne I segreti di Sulphur Springs.

## Filmografia parziale

### Cinema
- Scemo & più scemo - Iniziò così... (Dumb and Dumberer: When Harry Met Lloyd), regia di Troy Miller (2003)
- Semi-Pro, regia di Kent Alterman (2008)

### Televisione
- Perfetti... ma non troppo (Less then Perfect) - serie TV, 8 episodi (2002-2005)
- That 80's Show - serie TV, 7 episodi (2002)
- Married to the Keys - serie TV, 22 episodi (2003-2004)
- Buffy l'ammazzavampiri (Buffy) - serie TV, episodio 7x11 (2003)
- CSI: Miami - serie TV, episodio 3x09 (2004)
- Amore e patatine (Life on a Stick) – serie TV, un episodio (2005)
- Modern Men - serie TV, 7 episodi (2006)
- Boston Legal - serie TV, episodio 2x19 (2006)
- Senza traccia (Without a Trace) - serie TV, episodio 5x07 (2006)
- Mad Men - serie TV, episodio 2x12 (2008)
- Psych - serie TV, episodio 4x12 (2010)
- Criminal Minds - serie TV, episodio 6x03 (2010)
- The Mentalist - serie TV, episodio 3x09 (2010)
- Harry's Law - serie TV, episodio 2x10 (2011)
- Castle - serie TV, episodio 4x22 (2012)
- New Girl - serie TV, episodio 2x02 (2012)
- Mike & Molly - serie TV, episodio 3x22 (2013)
- Perception - serie TV, episodio 3x10 (2014)
- American Horror Story - serie TV, episodi 5x10, 5x12 (2015-2016)
- NCIS: Los Angeles - serie TV, episodi 6x24, 7x07 (2015)
- This is Us - serie TV, episodio 2x06 (2017)
- Code Black - serie TV, episodio 3x11 (2018)
- Hawaii Five-0 - serie TV, episodio 10x02 (2019)
- 9-1-1: Lone Star - serie TV, episodio 1x05 (2020)
- I segreti di Sulphur Springs (Secrets of Sulphur Springs) - serie TV, 27 episodi (2021-2023)
- Monster: Dahmer - serie TV, 2 episodi (2022)
- The Good Doctor - serie TV, episodio 7x08 (2024)
- Chicago Med - serie TV, episodio 10x04 (2024)

## Doppiatori italiani
Nelle versioni in italiano delle opere in cui ha recitato, Josh Braaten è stato doppiato da:
- Roberto Certomà in Perfetti... ma non troppo, Psych
- Edoardo Stoppacciaro in CSI: Miami, I segreti di Sulphur Springs
- David Chevalier in Semi-Pro, Criminal Minds
- Gianluca Crisafi in Mad Men, Castle
- Fabrizio Manfredi in The Mentalist, American Horror Story
- Simone Crisari in Scemo & più scemo - Iniziò così...
- Angelo Evangelista in Amore e patatine
- Oreste Baldini in A casa con i tuoi
- Francesco Cavuoto in Perception
- Alessandro Budroni in NCIS: Los Angeles
- Raffaele Carpentieri in This Is Us
- Stefano Alessandroni in Code Black
- Massimo Triggiani in 9-1-1
- Riccardo Scarafoni in Dahmer - Mostro: la storia di Jeffrey Dahmer